# Błyskotek wielkooki
Błyskotek wielkooki (Micropanchax macrophthalmus) – gatunek ryby z podrodziny Procatopodinae w obrębie rodziny piękniczkowatych (Poeciliidae), wcześniej opisywany pod nazwą lśniącooczka wielkooka (Aplocheilichthys macrophthalmus).

## Występowanie
Afryka zachodnia, południowy Benin, Togo i Nigeria, oraz zachodni i południowy Kamerun.
Żyje w niewielkich rzekach i strumieniach, w przybrzeżnych lasach deszczowych. 

## Cechy morfologiczne
Osiąga 4 cm długości.

## Odżywianie
Żywi się niewielkimi robakami, skorupiakami i owadami.

## Znaczenie
Hodowany w akwariach. Bardzo trudny w hodowli, wymaga wody o temperaturze 22–26 °C, pH 6–8 i twardości dH 5–12.